# Сан Пјетро (Кунео)
Сан Пјетро је насеље у Италији у округу Кунео, региону Пијемонт.
Према процени из 2011. у насељу је живело 382 становника. Насеље се налази на надморској висини од 250 м.